# Жан-Огюст Данго
Жан-Огюст Данго (фр. Jean-Auguste Dangos, 1744—1833) — французький астроном і фізик, відомий своїми спостереженнями комет, звинувачений у фальсифікації спостережних даних. Керував обсерваторією в Палаці Великого Магістра Мальтійського ордену, потім викладав в своєму рідному місті Тарбі. Кореспондент Паризької академії наук.

## Біографія

### Ранні роки
Народився 13 травня 1744 року в Тарбі, біля підніжжя Піренеїв. В ранньому віці приєднався до Наваррського піхотного полку французької армії, і дослужився до капітана гренадерів. З роками він розвинув гарні математичні здібності й зацікавився астрономією. 23 серпня 1780 року Паризька академія наук призначила його кореспондентом Шарля Мессьє.

### Астрономічні спостереження на Мальті
Коли Деода де Долом'є переконав Великого Магістра Мальтійського ордену створити на Мальті астрономічну обсерваторію, він запропонував Данго спостерігачем. Ймовірно, Долом'є й Донго познайомилися під час геологічних подорожей Долом'є в Піренеї. Обсерваторія відкрилась в Палаці Великого Магістра 1783 року.
22 січня 1784 року Данго спостерігав з нової обсерваторії невідому комету в сузір'ї Кита. Пізніше його спостереження підтвердили Джованні Доменіко Кассіні та П'єр Мешен, однак виявилось, що він не був першовідкривачем комети - в Південній півкулі її спостерігали ще 15 грудня 1783 року.
11 квітня й 15 квітня 1784 року він побачив іншу комету в сузір'ї Лисички. Через погані погодні умови він зміг відіслати в Париж лише 2 перші спостереження, лист прибув до Мессьє з великою затримкою, і йому не вдалося за цими даними знайти комету. Сам Данго продовжував спостерігати цю комету до 1 травня. В лютому 1785 року він опублікував свої розрахунки її орбітальних елементів, і вона стала 81-шою кометою з надійно розрахованою орбітою. Втім, пізніше надійність спостережень Данго й саме існування цієї комети були піддані сумніву (див. нижче).
13 березня 1789 року обсерваторія згоріла разом з майже всіма записами спостережень. Причиною пожежі різні джерела називали влучання блискавки або експерименти Данго з фосфором.

### Пізні роки в Тарбі
Після встрати обсерваторії Данго продовжив проводити астрономічні спостереження за допомогою інструментів, позичених Академією. 28 лютого 1796 року в його рідному місті Тарб він був обраний непостійним помічником секції астрономії першого класу Національного інституту (фр. associé non résidant pour la section d'astronomie de la première Classe de l'Institut national). В Тарбі репутація Данго була дуже доброю, його колега Рамонд, ботанік і також член Інституту, описав Данго як «одного з найкращих астрономів Європи». В заснованій в Тарбі Центральній школі Данго був призначений професором математики, а Рамонд — професором природної історії. Разом вони провели багато одночасних спостережень барометричного тиску біля підніжжя Піренеїв і на їхніх вершинах, за якими вони визначили висоти піків. Також Данго проводив щоденні спостереження температури й атмосферного тиску та славився прогнозами погоди.
Протягом цього періоду Данго повідомив про цікаве спостереження темної плями, яка перетнула диск Сонця 18 січня 1798 року, і яку він пізніше інтерпретував як проходження комети перед диском Сонця. 23 червня 1802 року на засіданні Академії був зачитаний його звіт про рефракцію, а 21 жовтня 1811 - про комету.
У 1807 році Інститут призначив Данго пенсію. Пізніше він працював бібліотекарем міста Тарб і обіймав цю посаду до своєї смерті 22 вересня 1833 року. Він заповів усі свої книги та зоряні карти в бібліотеку Тарба з надією, що вони допоможуть молоді зацікавитись точними науками. У заповіті він також побажав, щоб молодь знайшла в них таку ж розраду, яку він знаходив під час своїх нещасть.

## Звинувачення в підробці спостережних даних
Довго не вдавалось знайти спостережних даних Данго після 11 квітня для комети 1784 року, яку він спостерігав в сузір'ї Лисички. В листі 1805 року до Йоганна Буркгардта Данго навіть заперечував існування таких спостережень, посилаючись на погану погоду в ці дні. Пізніше, однак, в маловідомому німецькому журналі була знайдена публікація Данго 1786 року, що містила ще 14 спостережень цієї комети, що покривали проміжок часу до 1 травня. Намагаючись перевірити розрахунки Данго, Енке в 1820 році виявив, що він може теоретично відтворити спостережні дані Данго, тільки якщо він використовував відстань від Сонця до Землі, яка рівно в 10 разів більша за справжню. Його висновок був суворим:
| Ліві лапки | Данго мав зухвалість підробити спостереження, яких він ніколи не робив, комети, якої він ніколи не бачив, ґрунтуючись на орбіті, яку він безпідставно вигадав, усе для того, щоб отримати славу відкриття комети. | Праві лапки |

Ольберс у 1823 році також називав цю комету "соромною вигадкою". Гаусс був менш категоричним і запропонував пояснення спостережних даних Данго гравітаційним впливом Землі на комету, однак це пояснення здалось більшості його сучасників надуманим. Ґалле, першовідкривач Нептуна, дійшов висновку, що неможливо пояснити надзвичайну точність узгодження спостережень Данго з неправильною теоретичною моделлю, інакше як припустивши, що дані підігнані під модель.
Втім, астрономи втратили довіру до Данго ще до того, як були виявлені проблеми з його кометою 1784 року в Лисичці. Ще раніше було показано, що його твердження про повернення комети, яку вперше бачили 1672 року, і яку він знову спостерігав 1784 року та 1798 року, було винаходом, заснованим на обчисленнях з використанням неправильних елементів орбіти комети. Цей випадок і сьогодні називають «відвертим шахрайством».